# Lavinia Guglielman
Lavinia Guglielman (née le 14 août 1985 à Rome) est une actrice italienne.

## Filmographie

### Cinéma
- 1996 : Va où ton cœur te porte, de Cristina Comencini
- 1997 : In barca a vela contromano, de Stefano Reali
- 1998 : La ballata dei lavavetri, de Peter Del Monte
- 1999 : Un uomo perbene, de Maurizio Zaccaro
- 2004 : Saimir, de Francesco Munzi
- 2008 : Deadly Kitesurf, de Antonio de Feo

### Télévision
- 1998 : Cuori in campo, de Stefano Reali
- 2000 : Giovanna, commissaire (Distretto di polizia), de Renato De Maria
- 2000 : Giovanna, commissaire (Distretto di polizia 2), de Antonello Grimaldi et Monica Vullo
- 2001 : Via Zanardi 33, de Antonello de Leo - Sitcom
- 2003 : Ultima pallottola, de Michele Soavi
- 2003 : Provaci ancora prof!, de Rossella Izzo
- 2006 : Don Matteo 5 de Carmine Elia
- 2006 : Nati ieri, de Carmine Elia, Paolo Genovese et Luca Miniero
- 2008 : Un posto al sole

Court métrage
- 2006 : La ninfetta e il maggiordomo, de Luca Verdone, frère de Carlo Verdone

## LienS externeS
- Notices d'autorité :   - VIAF
  - ISNI
  - BnF (données)
  - GND
  - Italie
- Ressources relatives à l'audiovisuel :   - Filmportal
  - IMDb